# Vörös zebrasügér
A vörös zebrasügér (Maylandia estherae) a sugarasúszójú halak (Actinopterygii) osztályának sügéralakúak (Perciformes) rendjébe, ezen belül a bölcsőszájúhal-félék (Cichlidae) családjába tartozó faj.

## Neve
Ez a hal a nemi szintű nevét, a Maylandia-t, Hans J. Mayland német ichthiológusról kapta. Az estherae, Esther Grant-ról, mozambiki halgyűjtőről lett elnevezve.

## Előfordulása
A vörös zebrasügér Afrikában fordul elő. Azonban ezen a kontinensen kizárólag a Nyasza-tó mozambiki oldalán található meg természetes állapotban.

## Megjelenése
A hím legfeljebb 7,9 centiméteres, míg a nőstény 6,3 centiméteres. A hátúszóján 16-17 tüske és 9-10 sugár van, míg a farok alatti úszóján 3 tüske és 8 sugár látható. A hím világoskék színű, míg a nőstény halványbarna, vagy narancssárgás-vörös. Ennél a fajnál, a testről hiányzanak a széles, függőleges sávok.

## Életmódja
Trópusi halfaj, amely édesvízben él. A kavicsos mederfenék közelében él, akár 10 méter mélyen is. Itt algákkal táplálkozik. A hím erősen területvédő; fogságban egy akváriumban csak egy hím tartható, de melléje több nőstény is tehető.

## Felhasználása
A vörös zebrasügér közkedvelt akváriumi hal, emiatt ipari mértékben halásszák és tenyésztik is. A megfelelő tartásához, az akvárium legalább 120 centiméter hosszú kell hogy legyen.